# Carl Kaufmann (Mediziner)
Carl Kaufmann (* 21. August 1900 in Malmedy; † 18. August 1980 in Köln) war ein deutscher Gynäkologe und Geburtshelfer.

## Leben
Kaufmann besuchte ein humanistisches Gymnasium und studierte an der Georg-August-Universität Göttingen Medizin. Sein medizinisches Staatsexamen legte er dort 1923 ab. Danach begann er seine Tätigkeit zunächst an der Medizinischen Universitätsklinik. 1931 wurde Carl Kaufmann mit seiner Schrift Der menstruelle Zyklus habilitiert. 1935 wurde er Oberarzt und 1936 außerordentlicher Professor unter Georg August Wagner.
Bereits 1933 war Kaufmann Mitglied der SA und NSKK geworden. Während des Zweiten Weltkrieges „ruhte“ seine Tätigkeit jedoch, da Kaufmann dem damaligen Regime wegen seiner kompromisslosen Haltung zu Robert Meyer, der wegen seiner jüdischen Abstammung massiven Repressalien ausgesetzt war, als nicht ausreichend zuverlässig galt. Im Februar 1945 übernahm Carl Kaufmann vertretungsweise die Leitung der Frauenklinik an der Charité in Berlin.
Nach Kriegsende wurde er  1946 an die Philipps-Universität Marburg berufen. Weitere Berufungen nach Freiburg, Hamburg und München lehnte Kaufmann ab, jedoch folgte er 1954 einer Berufung an die Universität zu Köln, wo er bis zu seiner Emeritierung 1970 tätig war. Carl Kaufmann verstarb dort am 18. August 1980 im Alter von fast 80 Jahren.

## Wirken
Carl Kaufmann widmete sich überwiegend der Grundlagenforschung. Die Schwerpunkte seiner klinisch-wissenschaftlichen Tätigkeit waren die Funktion der weiblichen Sexualhormone und die daraus abgeleitete klinische Therapie, die Histologie des weiblichen Genitales insbesondere der bösartigen Geschwulstbildungen an der Zervix, sowie auch die bösartigen Erkrankungen der weiblichen Brust. Kaufmann gelang es in den 1930er-Jahren erstmals, Menstruationsstörungen mit einer zyklusgerechten Hormonbehandlung ursächlich zu behandeln.
Kaufmann gründete die Fachzeitschrift Geburtshilfe und Frauenheilkunde und leitete das 1870 gegründete Archiv für Gynäkologie ab 1939 als Nachfolger von Robert Meyer. Er verzichtete auf das Schreiben umfangreicher Lehrbücher und auch auf das Präsidentenamt der Deutschen Gesellschaft für Gynäkologie und Geburtshilfe.
Wissenschaftlich arbeitete Carl Kaufmann eng mit Robert Meyer, bis dieser am 1. September 1939 in die USA emigrierte und dem späteren Nobelpreisträger Adolf Butenandt zusammen. Die klinischen Mitarbeiter Kaufmanns, seine Oberärzte Karl-Günther Ober, Helmut Meinrenken und Josef Zander, wurden zum Kern der sogenannten „Kaufmann-Schule“.

## Würdigung
1961 wurde Carl Kaufmann durch Bundespräsident Heinrich Lübke in den Wissenschaftsrat berufen.
Seit 1986 verleiht die Deutsche Gesellschaft für Gynäkologie und Geburtshilfe alle zwei Jahre auf ihrem Kongress die Carl-Kaufmann-Medaille.

## Schriften (Auswahl)
- mit H. Runge: Früherkennung des Collumcarcinoms: Leistungen und Grenzen der Kolposkopie, Cytologie und Histologie. 31. Tagung der Deutschen Gesellschaft für Gynäkologie, Springer Verlag, Heidelberg 1956.
- Sexualhormone in der Therapie. In: Dtsch Med Wochenschr. 76, 1951, S. 519–522. PMID 14840149
- Über die Therapie mit Sexualhormonen. In:  Dtsch Med Wochenschr. 25, 1961, S. 1577–1581. PMID 13751885.
- mit H. Hamperl, F. Baldus und B. D. Ki: Lobuläres Carcinoma in situ der Brust. Diagnose, klinisches Bild, Therapie. In:  Dtsch Med Wochenschr. 96, 1971, S. 1581–1585. PMID 5098762
- Subcutane Phlebitis der Brust (Mondor's disease). In: Geburtshilfe Frauenheilkd. 28, 1968, S. 932–934. PMID 5725524
- Die Bedeutung der Mammografie für den untersuchenden und behandelnden Arzt. In: Geburtshilfe Frauenheilkd. 28, 1968, S. 927–932. PMID 5725523